# Liste der Kulturdenkmäler in Gesamtanlage Kernstadt VII (Fulda)
Die folgende Liste enthält die in der Denkmaltopographie ausgewiesenen Kulturdenkmäler auf dem Gebiet des Ortsteils Fulda der  Stadt Fulda, Landkreis Fulda, Hessen.
Hinweis: Die Reihenfolge der Denkmäler in dieser Liste orientiert sich an der Anschrift, alternativ ist sie auch nach der Bezeichnung oder der Bauzeit sortierbar.
Kulturdenkmäler werden fortlaufend im Denkmalverzeichnis des Landes Hessen durch das Landesamt für Denkmalpflege Hessen auf Basis des Hessischen Denkmalschutzgesetzes (HDSchG) geführt. Die Schutzwürdigkeit eines Kulturdenkmals hängt nicht von der Eintragung in das Denkmalverzeichnis des Landes Hessen oder der Veröffentlichung in der Denkmaltopographie ab.

Das Denkmalverzeichnis für diesen Bereich liegt noch nicht vor. Die bisher bekannten Bau- und Kunstdenkmäler hat das Landesamt für Denkmalpflege Hessen in sogenannten Arbeitslisten erfasst. Den Arbeitslisten liegen Erkenntnisse aus Akten, Ortsbegehungen und Denkmalinventaren, jedoch keine neuere systematische Forschung, zugrunde. Die Benehmensherstellung mit der Gemeinde gemäß § 11 Abs. 1 HDSchG ist noch nicht erfolgt.
Das Vorhandensein oder Fehlen eines Objekts in dieser Liste ist keine rechtsverbindliche Auskunft darüber, ob es Kulturdenkmal ist oder nicht: Diese Liste entspricht möglicherweise nicht dem aktuellen Stand der offiziellen Denkmaltopographie. Diese ist für Hessen in den entsprechenden Bänden der Denkmaltopographie Bundesrepublik Deutschland und im Internet unter DenkXweb – Kulturdenkmäler in Hessen einsehbar. Auch diese Quellen sind, obwohl sie durch das Landesamt für Denkmalpflege Hessen aktualisiert werden, nicht immer aktuell, da es im Denkmalbestand immer wieder Änderungen gibt.
Eine verbindliche Auskunft erteilt allein das Landesamt für Denkmalpflege Hessen.
Nutze diese Kartenansicht, um Koordinaten in der Liste zu setzen. In dieser Kartenansicht sind Kulturdenkmale ohne Koordinaten mit einem roten bzw. orangen Marker dargestellt und können in der Karte gesetzt werden. Kulturdenkmale ohne Bild sind mit einem blauen bzw. roten Marker gekennzeichnet, Kulturdenkmale mit Bild mit einem grünen bzw. orangen Marker.

## Fulda
| Bild                                         | Bezeichnung                                  | Lage | Beschreibung | Bauzeit                | Objekt-Nr. |
| -------------------------------------------- | -------------------------------------------- | --- | --- | ---------------------- | ---------- |
| Bild gesucht BW                              | Bildstock                                    | Am Heiligenfeld (vor Nr. 12) LageFlur: 2 (Neuenberg), Flurstück: 13/40 | | 1875                   |            |
| Bild gesucht BW                              | Bildstock                                    | Am Tannenstück LageFlur: 14 (Neuenberg), Flurstück: 5/2 | | 1885                   |            |
| Bild gesucht BW                              | Tankstelle                                   | Andreasberg 1A LageFlur: 3 (Neuenberg), Flurstück: 30/10 | | frühe 1950er Jahre     |            |
| weitere Bilder                               | Ehemaliges Benediktinerkloster St. Andreas   | Andreasberg 3,5,5A LageFlur: 3 (Neuenberg), Flurstück: viele | | um 1012                |            |
| Bild gesucht BW                              | St.-Antonius-Heim                            | An St. Kathrin 4 LageFlur: 8, Flurstück: 45/16 | | 1903 bis 1907          |            |
| weitere Bilder                               | Wachsfabrik Eika                             | An Vierzehnheiligen 25 LageFlur: 10, Flurstück: 53/2 | | 1902/03                |            |
| Bild gesucht BW                              | Wohnhaus                                     | Blücherstraße 19 / Scharnhorststraße 11 LageFlur: 13, Flurstück: 1961/12 | | 1928                   |            |
| Bild gesucht BW                              | Mauer                                        | Domänenweg LageFlur: 14, Flurstück: 37/1 | | um 1700                |            |
| Gebäude des ehemaligen Verstärkeramtes Fulda | Gebäude des ehemaligen Verstärkeramtes Fulda | Frankfurter Straße 28 LageFlur: 19, Flurstück: 36/21 | | 1926                   |            |
| Bild gesucht BW                              | Sachgesamtheit drei Wohndoppelhäuser         | Georg-Antoni-Straße 5/7,8/10,12/14 LageFlur: 15, Flurstück: mehrere | | 1901 bis 1906          |            |
| Bild gesucht BW                              | Eisenbahnbetriebswerk                        | Heidelsteinstraße LageFlur: 18, Flurstück: 21/14 | | 1920er Jahre           |            |
| Bild gesucht BW                              | Wasserturm                                   | Heidelsteinstraße LageFlur: 17, Flurstück: 9/1 | | 1926/27                |            |
| weitere Bilder                               | Neuer jüdischer Friedhof                     | Heidelsteinstraße 26 LageFlur: 17, Flurstück: 64/27 | | 1906                   |            |
| Bild gesucht BW                              | Eisenbahnbrücke                              | Horaser Weg / Schlitzer Straße / Maberzeller Straße Lage | | 1871                   |            |
| Bild gesucht BW                              | Wegekreuz                                    | In der queren Hohle LageFlur: 16 (Neuenberg), Flurstück: 12/2 | | 1931                   |            |
| weitere Bilder                               | Zwei Bleichhäuschen                          | Johannisaue LageFlur: 19, Flurstück: 85/3 | | 18. Jahrhundert        |            |
| Bild gesucht BW                              | Hornungs- oder Johannisbrücke                | Johannistraße LageFlur: 6, Flurstück: 307/35 | | 1738                   |            |
| Bildstock                                    | Bildstock                                    | Kohlhäuser Straße / Mainstraße (auf dem Gelände der Sturmiusschule) LageFlur: 18, Flurstück: 60/3                                                                               | | 1712                   |            |
| Bild gesucht BW                              | Kulturdenkmale auf dem Zentralfriedhof       | Künzeller Straße LageFlur: 17, Flurstück: 1/8 | auf dem Zentralfriedhof sind als Kulturdenkmale geschützt: Ehrenfriedhof und Ehrenmal WK I, Grabmale Familie Zingler, Familie Ritzel, Familie Kirchner, Familie Kind, Familie Lorey, Familie Keil, Ehepaar Gies, Familie Flach, Familie Hodes, Familie Mehler, Familie Hendler, Familie Müller, Francisca Xav. von Doss, der Vinzentinerinnen, Ehepaar Rauscher und Ehepaar Wahle. | 1906                   |            |
| Bild gesucht BW                              | Bachmühle                                    | Künzeller Straße 133 LageFlur: 21, Flurstück: 381 | | frühes 19. Jahrhundert |            |
| Bild gesucht BW                              | Blutbannmal                                  | Langebrückenstraße LageFlur: 8, Flurstück: 74/14 | | 1560–1562              |            |
| Bild gesucht BW                              | Doppelhaus                                   | Langebrückenstraße 46a/46b LageFlur: 8, Flurstück: 13/12, 13/14 | | 1903                   |            |
| Ehemalige Artillerie-Kaserne                 | Ehemalige Artillerie-Kaserne                 | Mackenrodtstraße 4a, 4b, Marquardstraße 19–43 LageFlur: 11, Flurstück: viele | | 1899–1901              |            |
| Wegekreuz („Weißes Kreuz“)                   | Wegekreuz („Weißes Kreuz“)                   | Mainstraße LageFlur: 18, Flurstück: 52/78 | |                        |            |
| Siedelung Kohlhäuser Feld                    | Siedelung Kohlhäuser Feld                    | Mainstraße 11,13,15,17; Moselstraße 2,4,6,8,10,12,14,16,18,20,22,24; Ronsbachstraße 27,29,31,33,35,37,39,41; Weserstraße 12,14,16,18 LageFlur: 18, Flurstück: 62/18, 64/4, 64/5 | | 1927/28                |            |
| Bild gesucht BW                              | Bonifatiushaus                               | Neuenberger Straße 3/5 LageFlur: 3 (Neuenberg), Flurstück: 27/27 | | 1953–55                |            |
| Bild gesucht BW                              | Bildstock                                    | Neuenberger Straße LageFlur: 12 (Neuenberg), Flurstück: 21/2 | | 1797                   |            |
| Bild gesucht BW                              | Villa Waldheim                               | Neuenberger Straße 58 LageFlur: 5 (Neuenberg), Flurstück: 56/8 | |                        |            |
| Bild gesucht BW                              | Bildstock                                    | Olympiastraße LageFlur: 19, Flurstück: 85/3 | | 1721                   |            |
| Bild gesucht BW                              | Siedlung Petersberger Straße                 | Petersberger Straße 73/75, 77/79, 81/83, 85/87 LageFlur: 14, Flurstück: viele                                                                                                   | | 1827/28                |            |
| Bildstock                                    | Bildstock                                    | Rheinstraße/Ronsbachstraße LageFlur: 18, Flurstück: 60/3 | | 1793                   |            |
| Bild gesucht BW                              | Wegekreuz                                    | Schlitzer Straße LageFlur: 3 (Horas), Flurstück: 240/20 | | 1890                   |            |
| Pfarrhaus                                    | Pfarrhaus                                    | Wallweg 27 LageFlur: 18, Flurstück: 69/32 | | 1824                   |            |